# Jimmy Quillen
James Henry Quillen (11 de enero de 1916  - 2 de noviembre de 2003) fue un político estadounidense que se desempeñó como miembro republicano de la Cámara de Representantes de los Estados Unidos por Tennessee de 1963 a 1997. Quillen representó al primer distrito del Congreso, que cubre la esquina noreste del estado, incluida la región Tri-Cities .

## Primeros años de vida
Quillen nació en el condado de Scott, Virginia, el quinto de diez hijos de John A. y Hannah Quillen, cerca de la línea de Tennessee y más tarde se graduó en 1934 de la escuela secundaria Dobyns-Bennett en Kingsport, Tennessee . Quillen trabajó como preparador de cocina en un restaurante, empleado de una tienda de comestibles, repartidor de ejemplares y, más tarde, cuando era joven, como vendedor de publicidad para un periódico de Kingsport.
En 1936, Quillen invirtió sus ahorros personales de 42 dólares para convertirse en editor y propietario de The Kingsport Mirror, un periódico semanal que fundó en Kingsport, Tennessee . Quillen vendió The Kingsport Mirror en 1939 y se mudó a Johnson City, Tennessee (donde residió en Montrose Court Apartments) para fundar otro periódico semanal, The Johnson City Times . 

## Carrera política
Quillen ganó las primarias republicanas con cinco candidatos con sólo el 28 por ciento de los votos, y ganó las elecciones generales con el 53,8 por ciento de los votos. Fue reelegido 16 veces más. Aparte de su campaña inicial para obtener el escaño, sólo afrontó una contienda relativamente reñida, cuando obtuvo el 57 por ciento de los votos en 1976. Las elecciones de 1962 y 1976 fueron las únicas ocasiones en que Quillen obtuvo menos del 64 por ciento de los votos y son las únicas ocasiones desde 1898 en que un demócrata logró siquiera el 40 por ciento de los votos en este distrito. Quillen no enfrentó ninguna oposición de los principales partidos en 1966 y 1980, y no encontró oposición alguna en 1984 y 1990. Quillen finalmente se convirtió en el líder de facto del Partido Republicano en el este de Tennessee, y por lo tanto en un agente de poder a nivel estatal dentro del estrecho círculo de la política republicana de Tennessee.

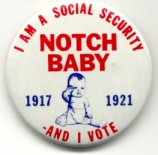
Botón de muesca para bebé.

La popularidad de Quillen no se debió sólo a la fuerte inclinación republicana de su distrito, sino también a que era ampliamente percibido como alguien que brindaba un importante servicio a sus electores. Sin embargo, durante sus 34 años en el Congreso, Quillen logró patrocinar sólo tres piezas de legislación federal original (incluyendo su legislación relativa al ajuste de los beneficios de la seguridad social para los "bebés de muesca" y una enmienda a la Constitución de Estados Unidos contra la profanación de la bandera ).
El tema surgió por primera vez como una cuestión legislativa federal después de que el Congreso de los EE. UU. decidiera vincular automáticamente los aumentos de los beneficios de la seguridad social al índice de precios al consumidor a partir de 1972; una cohorte de jubilados de la seguridad social nacidos durante el período de 1910 a 1916 recibió una ganancia inesperada indebida de pagos de los contribuyentes federales a través de la Administración de la Seguridad Social que calculó erróneamente los beneficios de la seguridad social basándose en la cohorte de 1910-1916. Los jubilados de la seguridad social nacidos inmediatamente después, durante el llamado período de "muesca" que se extendió aproximadamente entre 1917 y 1921, como Cecile, la esposa de Quillen, percibieron un maltrato por parte de la agencia y solicitaron a los miembros del Congreso un ajuste inesperado, al alza e injustificado, similar para los pagos a sus propios beneficios de la seguridad social. 

## Jubilación
El patrimonio de Quillen fue valorado en aproximadamente 17 millones de dólares, y la mayoría de ellos se destinó a escuelas de su distrito. King College, Milligan College, Carson-Newman College y Tusculum College recibieron $250,000 cada uno en becas. La Universidad Estatal del Este de Tennessee recibió aproximadamente 14,6 millones de dólares para dos becas, incluida una para estudiantes de la Facultad de Medicina James H. Quillen.
La Biblioteca Charles C. Sherrod de la Universidad Estatal del Este de Tennessee también mantiene la "Oficina y Galería del Congreso Quillen" en el cuarto piso del edificio, que sirve como santuario de recuerdos con una réplica a tamaño real de la antigua oficina del veterano representante del Congreso estadounidense James H. Quillen en Washington D. C., dentro de la Cámara de Representantes de Estados Unidos.